# Oecetis falicia
Oecetis falicia är en nattsländeart som beskrevs av Denning in Denning och Sykora 1966. Oecetis falicia ingår i släktet Oecetis och familjen långhornssländor. Inga underarter finns listade i Catalogue of Life.